# Troodon formosus
Troodon formosus es la única especie conocida del género dudoso extinto Troodon (gr. "diente que hiere") de dinosaurio terópodo trodóntido, que vivió a finales del período Cretácico superior, hace aproximadamente 75 millones de años, en el Campaniaense, en lo que hoy es Norteamérica. Descubierto en 1855, es uno de los primeros dinosaurios descubierto en América del Norte y Asia. Su nombre proviene del griego antiguo para "diente que hiere", haciendo referencia a los dientes de este dinosaurio, que son diferentes al de los otros terópodos. Los dientes tienen prominentes dentaduras orientadas apicalmente. Estas dentaduras "hirientes", sin embargo, son en su morfometría más parecidas a la de los reptiles herbívoros, y sugieren una dieta omnívora.
En mayo del año 2025, Varricchio, Hogan, y Gardner, publican en la revista Journal of Paleontology la asignación del espécimen fósil MOR 553 como neotipo de Troodon formosus,, en dicho artículo fundamentan su propuesta en base a consideraciones anatómicas como históricas al ser el dinosaurio más antiguo identificado en Norteamérica.

## Descripción
Troodon, tomando como modelo a  Stenonychosaurus, poseía un cuello largo, mandíbulas largas y estrechas con pequeños dientes afilados, patas anteriores cortas con tres dedos armados de garras y largas patas traseras adaptadas para correr. Medía aproximadamente 2 metros de largo, 1 de alto y pesaba entre 27 y 45 kilogramos. Tenía miembros muy largos y delgados, sugiriendo que el animal podía moverse rápidamente. Tenía largos miembros superiores que doblaba contra la pared del tórax como un ave. Tenía garras en forma de hoz grandes, retraibles en el segundo dedo de cada pie, que estaban levantadas de la tierra al correr. Debido a estas características los científicos lo consideran un miembro de Maniraptora.
Sus ojos eran grandes y adaptados a la visión nocturna, levemente apuntando hacia el frente, dando a Troodon una cierta visión binocular. De hecho la mayoría de las reconstrucciones dan a los ojos de Troodon que apuntan hacia adelante más que cualquier otro dinosaurio, lo implica que tenía una percepción de profundidad mejor que la mayoría de los dinosaurios. Sus cráneos ligeros contuvieron una cápsula similar a esas encontradas en dinosaurios avestruz. Era muy probablemente un ágil cazador de mamíferos y pequeños reptiles que de vez en cuando robaba huevos o comía carroña. Por su parentesco con dinosaurios emplumados, se deduce que debía de poseer plumas.
Troodon, si nos basamos en  Stenonychosaurus, es considerado como uno de los dinosaurios no avianos más inteligentes. Su cerebro  era tan grande, que incluso se hallaron sus marcas en la cavidad craneal fosilizada. Estas marcas indicaban una gran cantidad de circunvoluciones cerebrales, lo cual aumentaría en demasía la superficie cerebral, indicativo de mayor inteligencia. Tenía bien desarrollado el lóbulo occipital, encargado de la memoria y de la visión, y tenía un esbozo de lóbulo frontal, lo que, según algunos científicos especulan, le habría permitido una comunicación compleja y una conciencia. Troodon tenía un cerebro grande para su tamaño relativamente pequeño y estaba probablemente entre los dinosaurios más inteligentes. Su cerebro es proporcionalmente más grande que los encontrados en los reptiles vivos por lo que el animal puede haber sido tan inteligente como las aves modernas, que son más similares en el tamaño del cerebro Su cociente de encefalización es de 5'8, muy alta teniendo en cuenta que la mayoría los grandes dinosaurios herbívoros tenían un cociente de 1 y en muchos carnívoros, el cociente de encefalización era de un 2. Al reconstruir al Troodon, Russell y Séguin notaron su gran cerebro. Por ello, plantearon como base de su hipótesis que el dinosaurio hubiese evolucionado hasta desarrollar un cerebro más grande. Siendo así, el dinosauroide adquiriría la postura erecta y acortaría el cuello, para soportar mejor el peso.
Un estudio basado en múltiples dientes de Troodon que fueron encontrados en depósitos del Cretácico Superior del norte de Alaska encontró que estos son mucho más grandes que los recolectados en localidades de más al sur, lo que proporciona evidencia de que las poblaciones de Troodon de Alaska llegaban a tener un mayor tamaño corporal. El estudio sugiere que los Troodon de Alaska pueden haber depredado a animales grandes debido a que en ese hábitat no habrían grandes tiranosáuridos con los que compitieran por esos recursos. Este estudio también proporcionó un análisis de las proporciones y patrones de desgaste de una gran cantidad de dientes de Troodon. Se propuso que los patrones de desgaste de todos los dientes de Troodon sugieren una dieta basada en alimentos suaves, descartando el consumo de huesos, exoesqueletos de invertebrados o comida vegetal dura. La hipótesis sugerida es que su dieta consistiría principalmente en carne.

### Disolución del modelo de una especie
Sin embargo, el concepto de que todos los troodóntidos norteamericanos del Cretácico superior pertenecen a una especie comenzó a cuestionarse poco después de que se publicara el artículo de Currie en 1987, incluido el propio Currie. Currie y colaboradores en 1990 notaron que, si bien creían que los troodóntidos del río Judith eran todos T. formosus, los fósiles de troodóntidos de otras formaciones, como la Formación Hell Creek y la Formación Lance, podrían pertenecer a especies diferentes. En 1991, George Olshevsky asignó los fósiles de la formación Lance, que primero se llamaron Pectinodon bakkeri pero luego se sinonimizaron con Troodon formosus a la especie Troodon bakkeri, y varios otros investigadores, incluido Currie, han vuelto a mantener separados los fósiles de la Formación Dinosaur Park como Troodon inequalis, ahora Stenonychosaurus inequalis.
En 2011, Zanno y colaboradores revisaron la enrevesada historia de la clasificación de troodóntidos en el Cretácico superior de América del Norte. Siguieron a Longrich de 2008 al tratar a Pectinodon bakkeri como un género válido, y señalaron que es probable que los numerosos especímenes del Cretácico superior actualmente asignados a Troodon formosus representen casi con certeza numerosos géneros nuevos, pero que se requiere una revisión más exhaustiva de los especímenes. Debido a que el holotipo de T. formosus es un solo diente, esto convierte a Troodon en un dudoso.
En 2017, Evans y colaboradores discutieron más a fondo la naturaleza no diagnóstica del holotipo de Troodon formosus y sugirieron que Stenonychosaurus se use para el material esquelético de troodontidos de la Formación Dinosaur Park. Más tarde en el mismo año, Aaron J. van der Reest y Currie llegaron a una conclusión similar a la de Evans y colaboradores, y también dividieron gran parte del material asignado a Stenonychosaurus en un nuevo género, Latenivenatrix. En 2018, Varricchio y colaboradores no estuvieron de acuerdo con Evans y colaboradores, citando que Stenonychosaurus no se había utilizado en los treinta años desde que Currie y colaboradores lo sinonimizaron con Troodon, e indicaron que "Troodon formosus sigue siendo el nombre propio de este taxón". Esta conclusión de Varricchio fue acordada por Sellés y colaboradores en su descripción de Tamarro de 2021. Los comentarios de Varricchio fueron abordados más tarde por Cullen y colaboradores en su revisión de 2021 de la biodiversidad de la Formación Dinosaur Park, donde notaron que mientras Stenonychosaurus de hecho, no se ha utilizado durante 30 años, la hipótesis original de Currie de la sinonimia subjetiva, basada en la morfología del diente y la mandíbula, nunca se probó directamente, y dado que investigaciones posteriores encontraron que los dientes no eran diagnósticos por debajo del nivel familiar en los trodóntidos, la hipótesis original de Currie es por lo tanto, no está respaldado por los datos disponibles, independientemente del tiempo transcurrido desde que se propuso originalmente. Sugirieron que la descripción de un material esquelético más completo, es decir, que contenga elementos dentales, frontales y poscraneales, que pueda vincularse al holotipo podría permitir la prueba directa de la hipótesis de la sinonimia, pero reafirmaron que por ahora, dado la falta de evidencia de apoyo, la sinonimia de Troodon y Stenonychosaurus no se puede mantener, y que simplemente permanecer sin probar durante 30 años no es justificación suficiente para aceptar una agrupación propuesta de taxones que carecen de materiales de diagnóstico superpuestos. Sin embargo, Varricchio y otros aún insisten en su método de denominación.

## Descubrimiento e investigación

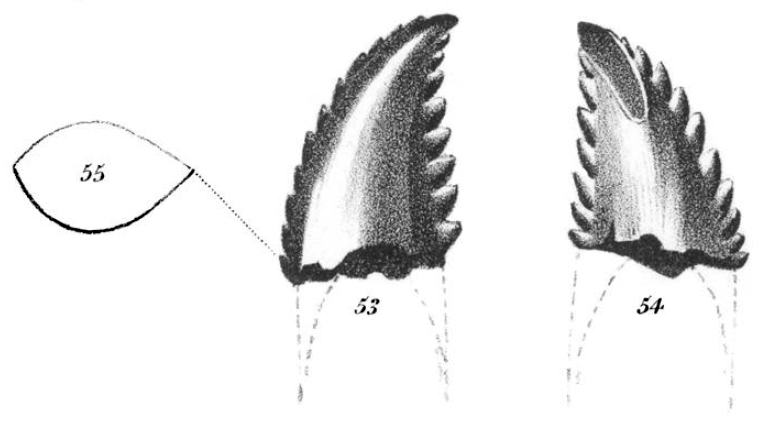
Ilustración del diente original holotipo de Troodon formosus.

Troodon originalmente fue llamado Troödon, con diéresis, por Joseph Leidy en 1856, cuál fue enmendado oficialmente a su estado actual por Sauvage en 1876. El espécimen tipo de Troodon ha causado problemas con la clasificación, ya que todo el género se basa solo en un solo diente de la Formación Judith River. Troodon ha sido históricamente una clasificación muy inestable y ha sido objeto de numerosas sinonimias conflictivas con especímenes de terópodos similares.
El diente de Troodon fue clasificado originalmente como perteneciente a una lagartija, perteneciente a Lacertilia, por Leidy, pero reasignado como un dinosaurio megalosáurido por Nopsca en 1901. Megalosauridae ha sido históricamente un taxón cajón de sastre para la mayoría de los terópodos. En 1924, Gilmore sugirió que el diente pertenecía a Stegoceras, un paquicefalosáurido herbívoro, por lo que de hecho hizo de Stegoceras un sinónimo más moderno de Troodon, la semejanza de los dientes del troodóntido a los de dinosaurios herbívoros lleva a pensar a muchos paleontólogos que estos animales eran omnívoros. La clasificación de Troodon Se siguió como paquicefalosaurio durante muchos años, durante los cuales la familia Pachycephalosauridae se conocía como Troodontidae. En 1945, Charles Mortram Sternberg rechazó la posibilidad de que Troodon sea un paquicefalosáurido debido a la gran similitud con los dientes de otros dinosaurios carnívoros. Con Troodon ahora clasificado como un terópodo, la familia Troodontidae ya no podía usarse para los dinosaurios de cabeza abovedada, por lo que Sternberg creó una nueva familia para ellos, Pachycephalosauridae.

### Otros especímenes asignados aTroodon
El primer espécimen de Troodon que no fue un diente, fue referido a su propio género, Stenonychosaurus, siendo nombrado por Sternberg en 1932, basándose en un pie, fragmentos de una mano, y algunas vértebras caudales de Alberta Canadá, encontrando así mismo una característica notable, la garra agrandada en el segundo dedo del pie, la cual ahora se reconoce como característica de Deinonychosauria. Sternberg inicialmente clasificó a Stenonychosaurus como miembro de la familia Coeluridae. El segundo, un hueso parcial de la mandíbula inferior, fue descrito por Gilmore en 1932 como una nueva especie de lagarto al que denominó Polyodontosaurus grandis. Más tarde, en 1951, Sternberg reconoció a P. grandis como un posible sinónimo de Troodon, posteriormente, Sternberg en 1951 especuló que Stenonychosaurus tenía «pies muy peculiares» y Troodon «dientes igualmente inusuales», debiendo haber estado cercanamente relacionados. Desafortunadamente, no había especímenes comparables disponibles en aquel momento para probar la idea. En una revisión reciente del material por parte de Van der Reest y Currie, se determinó que Polyodontosaurus era un nomen dubium, no apto para la sinonimia con otros taxones.
Dale Russell describió en 1969 un esqueleto más completo de Stenonychosaurus, que se utilizó para la especulación pseudocientífica de un famoso grupo escultórico de tamaño natural de Stenonychosaurus acompañado por un ficticio descendiente de forma humanoide, el «dinosauroide». Stenonychosaurus se transforma en un bien conocido terópodo en la década de 1980, cuando el pie y la caja craneana fueron descritos con más detalle.  Junto con Saurornithoides, formó la familia Saurornithoididae. Basado en las diferencias en la estructura dental y la naturaleza extremadamente fragmentaria de los especímenes originales de Troodon formosus, se pensaba que los saurornitoididos eran parientes cercanos, mientras que Troodon se consideraba un dudoso posible pariente de la familia. Phil Currie, revisó el conocido Troodontidae en 1987, reclasificando a Stenonychosaurus inequalis así como a Polyodontosaurus grandis y Pectinodon bakkeri como un sinónimo más moderno de Troodon formosus. Mostró que las supuestas diferencias en la estructura de los dientes y la mandíbula entre los troodóntidos y los saurornitoididos se basaban en la edad y la posición del diente en la mandíbula, más que en una diferencia de especie. Currie también convirtió a Saurornithoididae en un sinónimo menor de Troodontidae. Esta sinonimia ha sido adoptada por otros paleontólogos y todos los especímenes llamados alguna vez Stenonychosaurus y todo el material de troodóntidos de América del Norte de finales del Cretácico fueron referidos a Troodon en la literatura científica hasta principios del siglo XXI. Desde su descubrimiento, restos suyos han aparecido por todo el Cretácico Superior de Estados Unidos, México y Canadá, en especial dientes, vértebras y cáscaras de huevos. En 1988, Gregory S. Paul fue más allá e incluyó a Saurornithoides mongoliensis en el género Troodon como T. mongoliensis, pero esta reclasificación, junto con muchas otras sinonimizaciones unilaterales de géneros bien conocidos, no fue adoptada por otros investigadores.

## Clasificación
La especie tipo de Troodon ha causado problemas en cuanto su clasificación, es todo un género basado solamente en el diente de la Formación Judith River. Desde el descubrimiento del diente original, material postcraneal de un animal relacionado fue llamado Stenonychosaurus. Restos más completos de Stenonychosaurus convencieron a los paleontólogos que de hecho se tratan ambos del mismo animal, por lo que el nombre Stenonychosaurus ha sido reemplazado por el de Troodon. Otros géneros, incluyendo a Polyodontosaurus y Pectinodon, también han sido asignados a Troodon, de modo que se asume que este tipo particular de diente está limitado solamente a un solo tipo de dinosaurio. Por esta razón el futuro del nombre  Troodon en sí es dudoso, pues en similares situaciones, los géneros basados en los dientes se han abandonado a favor de los nombres basados en mejores restos. Nombres familiares como Deinodon y Trachodon se han abandonado de esta manera, y la investigación adicional puede llevar a que Troodon sea remplazado por Stenonychosaurus. En el capítulo "Theropods including birds." del libro de 2005  Dinosaur Provincial Park, Phil Currie, uno de los principales expertos de troodontidos de Norteamérica resucita la especie tipo de Stenonychosaurus, S. inequalis, dentro del género Troodon como Troodon inequalis.

### Taxonomía
Troodon es considerado como el miembro más derivado de su familia. Junto con Zanabazar, Saurornithoides y Talos forma un clado de trodóntidos especializados.
A continuación se presenta un cladograma de Troodontidae de acuerdo con el análisis de Zanno et al. en 2011.
|  | Sinovenator changii |
|  |                     |
|  | Mei long            |
|  |                     |

|  | Talos sampsoni               |
|  |                              |
|  | Saurornithoides mongoliensis |
|  |                              |

|  | Zanabazar junior |
|  |                  |
|  | Troodon formosus |
|  |                  |

|  | Talos sampsoni               |
|  |                              |
|  | Saurornithoides mongoliensis |
|  |                              |

|  | Zanabazar junior |
|  |                  |
|  | Troodon formosus |
|  |                  |

|  | Talos sampsoni               |
|  |                              |
|  | Saurornithoides mongoliensis |
|  |                              |

|  | Zanabazar junior |
|  |                  |
|  | Troodon formosus |
|  |                  |

|  | Talos sampsoni               |
|  |                              |
|  | Saurornithoides mongoliensis |
|  |                              |

|  | Zanabazar junior |
|  |                  |
|  | Troodon formosus |
|  |                  |

|  | Talos sampsoni               |
|  |                              |
|  | Saurornithoides mongoliensis |
|  |                              |

|  | Zanabazar junior |
|  |                  |
|  | Troodon formosus |
|  |                  |

|  | Talos sampsoni               |
|  |                              |
|  | Saurornithoides mongoliensis |
|  |                              |

|  | Zanabazar junior |
|  |                  |
|  | Troodon formosus |
|  |                  |

|  | Talos sampsoni               |
|  |                              |
|  | Saurornithoides mongoliensis |
|  |                              |

|  | Zanabazar junior |
|  |                  |
|  | Troodon formosus |
|  |                  |

|  | Talos sampsoni               |
|  |                              |
|  | Saurornithoides mongoliensis |
|  |                              |

|  | Zanabazar junior |
|  |                  |
|  | Troodon formosus |
|  |                  |

|  | Talos sampsoni               |
|  |                              |
|  | Saurornithoides mongoliensis |
|  |                              |

|  | Zanabazar junior |
|  |                  |
|  | Troodon formosus |
|  |                  |

|  | Talos sampsoni               |
|  |                              |
|  | Saurornithoides mongoliensis |
|  |                              |

|  | Zanabazar junior |
|  |                  |
|  | Troodon formosus |
|  |                  |

|  | Talos sampsoni               |
|  |                              |
|  | Saurornithoides mongoliensis |
|  |                              |

|  | Zanabazar junior |
|  |                  |
|  | Troodon formosus |
|  |                  |

|  | Talos sampsoni               |
|  |                              |
|  | Saurornithoides mongoliensis |
|  |                              |

|  | Zanabazar junior |
|  |                  |
|  | Troodon formosus |
|  |                  |

|  | Talos sampsoni               |
|  |                              |
|  | Saurornithoides mongoliensis |
|  |                              |

|  | Zanabazar junior |
|  |                  |
|  | Troodon formosus |
|  |                  |

|  | Talos sampsoni               |
|  |                              |
|  | Saurornithoides mongoliensis |
|  |                              |

|  | Zanabazar junior |
|  |                  |
|  | Troodon formosus |
|  |                  |

|  | Talos sampsoni               |
|  |                              |
|  | Saurornithoides mongoliensis |
|  |                              |

|  | Zanabazar junior |
|  |                  |
|  | Troodon formosus |
|  |                  |

|  | Talos sampsoni               |
|  |                              |
|  | Saurornithoides mongoliensis |
|  |                              |

|  | Zanabazar junior |
|  |                  |
|  | Troodon formosus |
|  |                  |

|  | Talos sampsoni               |
|  |                              |
|  | Saurornithoides mongoliensis |
|  |                              |

|  | Zanabazar junior |
|  |                  |
|  | Troodon formosus |
|  |                  |

|  | Talos sampsoni               |
|  |                              |
|  | Saurornithoides mongoliensis |
|  |                              |

|  | Zanabazar junior |
|  |                  |
|  | Troodon formosus |
|  |                  |

|  | Talos sampsoni               |
|  |                              |
|  | Saurornithoides mongoliensis |
|  |                              |

|  | Zanabazar junior |
|  |                  |
|  | Troodon formosus |
|  |                  |

|  | Talos sampsoni               |
|  |                              |
|  | Saurornithoides mongoliensis |
|  |                              |

|  | Zanabazar junior |
|  |                  |
|  | Troodon formosus |
|  |                  |

|  | Talos sampsoni               |
|  |                              |
|  | Saurornithoides mongoliensis |
|  |                              |

|  | Zanabazar junior |
|  |                  |
|  | Troodon formosus |
|  |                  |

|  | Talos sampsoni               |
|  |                              |
|  | Saurornithoides mongoliensis |
|  |                              |

|  | Zanabazar junior |
|  |                  |
|  | Troodon formosus |
|  |                  |

|  | Talos sampsoni               |
|  |                              |
|  | Saurornithoides mongoliensis |
|  |                              |

|  | Zanabazar junior |
|  |                  |
|  | Troodon formosus |
|  |                  |

|  | Talos sampsoni               |
|  |                              |
|  | Saurornithoides mongoliensis |
|  |                              |

|  | Zanabazar junior |
|  |                  |
|  | Troodon formosus |
|  |                  |

|  | Talos sampsoni               |
|  |                              |
|  | Saurornithoides mongoliensis |
|  |                              |

|  | Zanabazar junior |
|  |                  |
|  | Troodon formosus |
|  |                  |

|  | Talos sampsoni               |
|  |                              |
|  | Saurornithoides mongoliensis |
|  |                              |

|  | Zanabazar junior |
|  |                  |
|  | Troodon formosus |
|  |                  |

|  | Talos sampsoni               |
|  |                              |
|  | Saurornithoides mongoliensis |
|  |                              |

|  | Zanabazar junior |
|  |                  |
|  | Troodon formosus |
|  |                  |

|  | Talos sampsoni               |
|  |                              |
|  | Saurornithoides mongoliensis |
|  |                              |

|  | Zanabazar junior |
|  |                  |
|  | Troodon formosus |
|  |                  |

|  | Talos sampsoni               |
|  |                              |
|  | Saurornithoides mongoliensis |
|  |                              |

|  | Zanabazar junior |
|  |                  |
|  | Troodon formosus |
|  |                  |

|  | Talos sampsoni               |
|  |                              |
|  | Saurornithoides mongoliensis |
|  |                              |

|  | Zanabazar junior |
|  |                  |
|  | Troodon formosus |
|  |                  |

|  | Talos sampsoni               |
|  |                              |
|  | Saurornithoides mongoliensis |
|  |                              |

|  | Zanabazar junior |
|  |                  |
|  | Troodon formosus |
|  |                  |

|  | Talos sampsoni               |
|  |                              |
|  | Saurornithoides mongoliensis |
|  |                              |

|  | Zanabazar junior |
|  |                  |
|  | Troodon formosus |
|  |                  |

|  | Talos sampsoni               |
|  |                              |
|  | Saurornithoides mongoliensis |
|  |                              |

|  | Zanabazar junior |
|  |                  |
|  | Troodon formosus |
|  |                  |

|  | Talos sampsoni               |
|  |                              |
|  | Saurornithoides mongoliensis |
|  |                              |

|  | Zanabazar junior |
|  |                  |
|  | Troodon formosus |
|  |                  |

|  | Talos sampsoni               |
|  |                              |
|  | Saurornithoides mongoliensis |
|  |                              |

|  | Zanabazar junior |
|  |                  |
|  | Troodon formosus |
|  |                  |

|  | Talos sampsoni               |
|  |                              |
|  | Saurornithoides mongoliensis |
|  |                              |

|  | Zanabazar junior |
|  |                  |
|  | Troodon formosus |
|  |                  |

|  | Talos sampsoni               |
|  |                              |
|  | Saurornithoides mongoliensis |
|  |                              |

|  | Zanabazar junior |
|  |                  |
|  | Troodon formosus |
|  |                  |

|  | Talos sampsoni               |
|  |                              |
|  | Saurornithoides mongoliensis |
|  |                              |

|  | Zanabazar junior |
|  |                  |
|  | Troodon formosus |
|  |                  |

|  | Talos sampsoni               |
|  |                              |
|  | Saurornithoides mongoliensis |
|  |                              |

|  | Zanabazar junior |
|  |                  |
|  | Troodon formosus |
|  |                  |

|  | Talos sampsoni               |
|  |                              |
|  | Saurornithoides mongoliensis |
|  |                              |

|  | Zanabazar junior |
|  |                  |
|  | Troodon formosus |
|  |                  |

|  | Talos sampsoni               |
|  |                              |
|  | Saurornithoides mongoliensis |
|  |                              |

|  | Zanabazar junior |
|  |                  |
|  | Troodon formosus |
|  |                  |

|  | Talos sampsoni               |
|  |                              |
|  | Saurornithoides mongoliensis |
|  |                              |

|  | Zanabazar junior |
|  |                  |
|  | Troodon formosus |
|  |                  |

|  | Talos sampsoni               |
|  |                              |
|  | Saurornithoides mongoliensis |
|  |                              |

|  | Zanabazar junior |
|  |                  |
|  | Troodon formosus |
|  |                  |

|  | Talos sampsoni               |
|  |                              |
|  | Saurornithoides mongoliensis |
|  |                              |

|  | Zanabazar junior |
|  |                  |
|  | Troodon formosus |
|  |                  |

|  | Talos sampsoni               |
|  |                              |
|  | Saurornithoides mongoliensis |
|  |                              |

|  | Zanabazar junior |
|  |                  |
|  | Troodon formosus |
|  |                  |

|  | Talos sampsoni               |
|  |                              |
|  | Saurornithoides mongoliensis |
|  |                              |

|  | Zanabazar junior |
|  |                  |
|  | Troodon formosus |
|  |                  |

|  | Talos sampsoni               |
|  |                              |
|  | Saurornithoides mongoliensis |
|  |                              |

|  | Zanabazar junior |
|  |                  |
|  | Troodon formosus |
|  |                  |

|  | Talos sampsoni               |
|  |                              |
|  | Saurornithoides mongoliensis |
|  |                              |

|  | Zanabazar junior |
|  |                  |
|  | Troodon formosus |
|  |                  |

|  | Talos sampsoni               |
|  |                              |
|  | Saurornithoides mongoliensis |
|  |                              |

|  | Zanabazar junior |
|  |                  |
|  | Troodon formosus |
|  |                  |

|  | Talos sampsoni               |
|  |                              |
|  | Saurornithoides mongoliensis |
|  |                              |

|  | Zanabazar junior |
|  |                  |
|  | Troodon formosus |
|  |                  |

|  | Talos sampsoni               |
|  |                              |
|  | Saurornithoides mongoliensis |
|  |                              |

|  | Zanabazar junior |
|  |                  |
|  | Troodon formosus |
|  |                  |

|  | Talos sampsoni               |
|  |                              |
|  | Saurornithoides mongoliensis |
|  |                              |

|  | Zanabazar junior |
|  |                  |
|  | Troodon formosus |
|  |                  |

|  | Talos sampsoni               |
|  |                              |
|  | Saurornithoides mongoliensis |
|  |                              |

|  | Zanabazar junior |
|  |                  |
|  | Troodon formosus |
|  |                  |

|  | Talos sampsoni               |
|  |                              |
|  | Saurornithoides mongoliensis |
|  |                              |

|  | Zanabazar junior |
|  |                  |
|  | Troodon formosus |
|  |                  |

|  | Talos sampsoni               |
|  |                              |
|  | Saurornithoides mongoliensis |
|  |                              |

|  | Zanabazar junior |
|  |                  |
|  | Troodon formosus |
|  |                  |

|  | Talos sampsoni               |
|  |                              |
|  | Saurornithoides mongoliensis |
|  |                              |

|  | Zanabazar junior |
|  |                  |
|  | Troodon formosus |
|  |                  |

|  | Talos sampsoni               |
|  |                              |
|  | Saurornithoides mongoliensis |
|  |                              |

|  | Zanabazar junior |
|  |                  |
|  | Troodon formosus |
|  |                  |

|  | Talos sampsoni               |
|  |                              |
|  | Saurornithoides mongoliensis |
|  |                              |

|  | Zanabazar junior |
|  |                  |
|  | Troodon formosus |
|  |                  |

|  | Talos sampsoni               |
|  |                              |
|  | Saurornithoides mongoliensis |
|  |                              |

|  | Zanabazar junior |
|  |                  |
|  | Troodon formosus |
|  |                  |

|  | Talos sampsoni               |
|  |                              |
|  | Saurornithoides mongoliensis |
|  |                              |

|  | Zanabazar junior |
|  |                  |
|  | Troodon formosus |
|  |                  |

|  | Talos sampsoni               |
|  |                              |
|  | Saurornithoides mongoliensis |
|  |                              |

|  | Zanabazar junior |
|  |                  |
|  | Troodon formosus |
|  |                  |

|  | Talos sampsoni               |
|  |                              |
|  | Saurornithoides mongoliensis |
|  |                              |

|  | Zanabazar junior |
|  |                  |
|  | Troodon formosus |
|  |                  |

|  | Talos sampsoni               |
|  |                              |
|  | Saurornithoides mongoliensis |
|  |                              |

|  | Zanabazar junior |
|  |                  |
|  | Troodon formosus |
|  |                  |

|  | Talos sampsoni               |
|  |                              |
|  | Saurornithoides mongoliensis |
|  |                              |

|  | Zanabazar junior |
|  |                  |
|  | Troodon formosus |
|  |                  |

|  | Sinovenator changii |
|  |                     |
|  | Mei long            |
|  |                     |

|  | Talos sampsoni               |
|  |                              |
|  | Saurornithoides mongoliensis |
|  |                              |

|  | Zanabazar junior |
|  |                  |
|  | Troodon formosus |
|  |                  |

|  | Talos sampsoni               |
|  |                              |
|  | Saurornithoides mongoliensis |
|  |                              |

|  | Zanabazar junior |
|  |                  |
|  | Troodon formosus |
|  |                  |

|  | Talos sampsoni               |
|  |                              |
|  | Saurornithoides mongoliensis |
|  |                              |

|  | Zanabazar junior |
|  |                  |
|  | Troodon formosus |
|  |                  |

|  | Talos sampsoni               |
|  |                              |
|  | Saurornithoides mongoliensis |
|  |                              |

|  | Zanabazar junior |
|  |                  |
|  | Troodon formosus |
|  |                  |

|  | Talos sampsoni               |
|  |                              |
|  | Saurornithoides mongoliensis |
|  |                              |

|  | Zanabazar junior |
|  |                  |
|  | Troodon formosus |
|  |                  |

|  | Talos sampsoni               |
|  |                              |
|  | Saurornithoides mongoliensis |
|  |                              |

|  | Zanabazar junior |
|  |                  |
|  | Troodon formosus |
|  |                  |

|  | Talos sampsoni               |
|  |                              |
|  | Saurornithoides mongoliensis |
|  |                              |

|  | Zanabazar junior |
|  |                  |
|  | Troodon formosus |
|  |                  |

|  | Talos sampsoni               |
|  |                              |
|  | Saurornithoides mongoliensis |
|  |                              |

|  | Zanabazar junior |
|  |                  |
|  | Troodon formosus |
|  |                  |

|  | Talos sampsoni               |
|  |                              |
|  | Saurornithoides mongoliensis |
|  |                              |

|  | Zanabazar junior |
|  |                  |
|  | Troodon formosus |
|  |                  |

|  | Talos sampsoni               |
|  |                              |
|  | Saurornithoides mongoliensis |
|  |                              |

|  | Zanabazar junior |
|  |                  |
|  | Troodon formosus |
|  |                  |

|  | Talos sampsoni               |
|  |                              |
|  | Saurornithoides mongoliensis |
|  |                              |

|  | Zanabazar junior |
|  |                  |
|  | Troodon formosus |
|  |                  |

|  | Talos sampsoni               |
|  |                              |
|  | Saurornithoides mongoliensis |
|  |                              |

|  | Zanabazar junior |
|  |                  |
|  | Troodon formosus |
|  |                  |

|  | Talos sampsoni               |
|  |                              |
|  | Saurornithoides mongoliensis |
|  |                              |

|  | Zanabazar junior |
|  |                  |
|  | Troodon formosus |
|  |                  |

|  | Talos sampsoni               |
|  |                              |
|  | Saurornithoides mongoliensis |
|  |                              |

|  | Zanabazar junior |
|  |                  |
|  | Troodon formosus |
|  |                  |

|  | Talos sampsoni               |
|  |                              |
|  | Saurornithoides mongoliensis |
|  |                              |

|  | Zanabazar junior |
|  |                  |
|  | Troodon formosus |
|  |                  |

|  | Talos sampsoni               |
|  |                              |
|  | Saurornithoides mongoliensis |
|  |                              |

|  | Zanabazar junior |
|  |                  |
|  | Troodon formosus |
|  |                  |

|  | Talos sampsoni               |
|  |                              |
|  | Saurornithoides mongoliensis |
|  |                              |

|  | Zanabazar junior |
|  |                  |
|  | Troodon formosus |
|  |                  |

|  | Talos sampsoni               |
|  |                              |
|  | Saurornithoides mongoliensis |
|  |                              |

|  | Zanabazar junior |
|  |                  |
|  | Troodon formosus |
|  |                  |

|  | Talos sampsoni               |
|  |                              |
|  | Saurornithoides mongoliensis |
|  |                              |

|  | Zanabazar junior |
|  |                  |
|  | Troodon formosus |
|  |                  |

|  | Talos sampsoni               |
|  |                              |
|  | Saurornithoides mongoliensis |
|  |                              |

|  | Zanabazar junior |
|  |                  |
|  | Troodon formosus |
|  |                  |

|  | Talos sampsoni               |
|  |                              |
|  | Saurornithoides mongoliensis |
|  |                              |

|  | Zanabazar junior |
|  |                  |
|  | Troodon formosus |
|  |                  |

|  | Talos sampsoni               |
|  |                              |
|  | Saurornithoides mongoliensis |
|  |                              |

|  | Zanabazar junior |
|  |                  |
|  | Troodon formosus |
|  |                  |

|  | Talos sampsoni               |
|  |                              |
|  | Saurornithoides mongoliensis |
|  |                              |

|  | Zanabazar junior |
|  |                  |
|  | Troodon formosus |
|  |                  |

|  | Talos sampsoni               |
|  |                              |
|  | Saurornithoides mongoliensis |
|  |                              |

|  | Zanabazar junior |
|  |                  |
|  | Troodon formosus |
|  |                  |

|  | Talos sampsoni               |
|  |                              |
|  | Saurornithoides mongoliensis |
|  |                              |

|  | Zanabazar junior |
|  |                  |
|  | Troodon formosus |
|  |                  |

|  | Talos sampsoni               |
|  |                              |
|  | Saurornithoides mongoliensis |
|  |                              |

|  | Zanabazar junior |
|  |                  |
|  | Troodon formosus |
|  |                  |

|  | Talos sampsoni               |
|  |                              |
|  | Saurornithoides mongoliensis |
|  |                              |

|  | Zanabazar junior |
|  |                  |
|  | Troodon formosus |
|  |                  |

|  | Talos sampsoni               |
|  |                              |
|  | Saurornithoides mongoliensis |
|  |                              |

|  | Zanabazar junior |
|  |                  |
|  | Troodon formosus |
|  |                  |

|  | Talos sampsoni               |
|  |                              |
|  | Saurornithoides mongoliensis |
|  |                              |

|  | Zanabazar junior |
|  |                  |
|  | Troodon formosus |
|  |                  |

|  | Talos sampsoni               |
|  |                              |
|  | Saurornithoides mongoliensis |
|  |                              |

|  | Zanabazar junior |
|  |                  |
|  | Troodon formosus |
|  |                  |

|  | Talos sampsoni               |
|  |                              |
|  | Saurornithoides mongoliensis |
|  |                              |

|  | Zanabazar junior |
|  |                  |
|  | Troodon formosus |
|  |                  |

|  | Talos sampsoni               |
|  |                              |
|  | Saurornithoides mongoliensis |
|  |                              |

|  | Zanabazar junior |
|  |                  |
|  | Troodon formosus |
|  |                  |

|  | Talos sampsoni               |
|  |                              |
|  | Saurornithoides mongoliensis |
|  |                              |

|  | Zanabazar junior |
|  |                  |
|  | Troodon formosus |
|  |                  |

|  | Talos sampsoni               |
|  |                              |
|  | Saurornithoides mongoliensis |
|  |                              |

|  | Zanabazar junior |
|  |                  |
|  | Troodon formosus |
|  |                  |

|  | Talos sampsoni               |
|  |                              |
|  | Saurornithoides mongoliensis |
|  |                              |

|  | Zanabazar junior |
|  |                  |
|  | Troodon formosus |
|  |                  |

|  | Talos sampsoni               |
|  |                              |
|  | Saurornithoides mongoliensis |
|  |                              |

|  | Zanabazar junior |
|  |                  |
|  | Troodon formosus |
|  |                  |

|  | Talos sampsoni               |
|  |                              |
|  | Saurornithoides mongoliensis |
|  |                              |

|  | Zanabazar junior |
|  |                  |
|  | Troodon formosus |
|  |                  |

|  | Talos sampsoni               |
|  |                              |
|  | Saurornithoides mongoliensis |
|  |                              |

|  | Zanabazar junior |
|  |                  |
|  | Troodon formosus |
|  |                  |

|  | Talos sampsoni               |
|  |                              |
|  | Saurornithoides mongoliensis |
|  |                              |

|  | Zanabazar junior |
|  |                  |
|  | Troodon formosus |
|  |                  |

|  | Talos sampsoni               |
|  |                              |
|  | Saurornithoides mongoliensis |
|  |                              |

|  | Zanabazar junior |
|  |                  |
|  | Troodon formosus |
|  |                  |

|  | Talos sampsoni               |
|  |                              |
|  | Saurornithoides mongoliensis |
|  |                              |

|  | Zanabazar junior |
|  |                  |
|  | Troodon formosus |
|  |                  |

|  | Talos sampsoni               |
|  |                              |
|  | Saurornithoides mongoliensis |
|  |                              |

|  | Zanabazar junior |
|  |                  |
|  | Troodon formosus |
|  |                  |

|  | Talos sampsoni               |
|  |                              |
|  | Saurornithoides mongoliensis |
|  |                              |

|  | Zanabazar junior |
|  |                  |
|  | Troodon formosus |
|  |                  |

|  | Talos sampsoni               |
|  |                              |
|  | Saurornithoides mongoliensis |
|  |                              |

|  | Zanabazar junior |
|  |                  |
|  | Troodon formosus |
|  |                  |

|  | Talos sampsoni               |
|  |                              |
|  | Saurornithoides mongoliensis |
|  |                              |

|  | Zanabazar junior |
|  |                  |
|  | Troodon formosus |
|  |                  |

|  | Talos sampsoni               |
|  |                              |
|  | Saurornithoides mongoliensis |
|  |                              |

|  | Zanabazar junior |
|  |                  |
|  | Troodon formosus |
|  |                  |

|  | Talos sampsoni               |
|  |                              |
|  | Saurornithoides mongoliensis |
|  |                              |

|  | Zanabazar junior |
|  |                  |
|  | Troodon formosus |
|  |                  |

|  | Talos sampsoni               |
|  |                              |
|  | Saurornithoides mongoliensis |
|  |                              |

|  | Zanabazar junior |
|  |                  |
|  | Troodon formosus |
|  |                  |

|  | Talos sampsoni               |
|  |                              |
|  | Saurornithoides mongoliensis |
|  |                              |

|  | Zanabazar junior |
|  |                  |
|  | Troodon formosus |
|  |                  |

|  | Talos sampsoni               |
|  |                              |
|  | Saurornithoides mongoliensis |
|  |                              |

|  | Zanabazar junior |
|  |                  |
|  | Troodon formosus |
|  |                  |

|  | Talos sampsoni               |
|  |                              |
|  | Saurornithoides mongoliensis |
|  |                              |

|  | Zanabazar junior |
|  |                  |
|  | Troodon formosus |
|  |                  |

|  | Talos sampsoni               |
|  |                              |
|  | Saurornithoides mongoliensis |
|  |                              |

|  | Zanabazar junior |
|  |                  |
|  | Troodon formosus |
|  |                  |

|  | Talos sampsoni               |
|  |                              |
|  | Saurornithoides mongoliensis |
|  |                              |

|  | Zanabazar junior |
|  |                  |
|  | Troodon formosus |
|  |                  |

|  | Talos sampsoni               |
|  |                              |
|  | Saurornithoides mongoliensis |
|  |                              |

|  | Zanabazar junior |
|  |                  |
|  | Troodon formosus |
|  |                  |

|  | Talos sampsoni               |
|  |                              |
|  | Saurornithoides mongoliensis |
|  |                              |

|  | Zanabazar junior |
|  |                  |
|  | Troodon formosus |
|  |                  |

|  | Talos sampsoni               |
|  |                              |
|  | Saurornithoides mongoliensis |
|  |                              |

|  | Zanabazar junior |
|  |                  |
|  | Troodon formosus |
|  |                  |

|  | Talos sampsoni               |
|  |                              |
|  | Saurornithoides mongoliensis |
|  |                              |

|  | Zanabazar junior |
|  |                  |
|  | Troodon formosus |
|  |                  |

|  | Talos sampsoni               |
|  |                              |
|  | Saurornithoides mongoliensis |
|  |                              |

|  | Zanabazar junior |
|  |                  |
|  | Troodon formosus |
|  |                  |

|  | Talos sampsoni               |
|  |                              |
|  | Saurornithoides mongoliensis |
|  |                              |

|  | Zanabazar junior |
|  |                  |
|  | Troodon formosus |
|  |                  |

|  | Talos sampsoni               |
|  |                              |
|  | Saurornithoides mongoliensis |
|  |                              |

|  | Zanabazar junior |
|  |                  |
|  | Troodon formosus |
|  |                  |

|  | Talos sampsoni               |
|  |                              |
|  | Saurornithoides mongoliensis |
|  |                              |

|  | Zanabazar junior |
|  |                  |
|  | Troodon formosus |
|  |                  |

|  | Talos sampsoni               |
|  |                              |
|  | Saurornithoides mongoliensis |
|  |                              |

|  | Zanabazar junior |
|  |                  |
|  | Troodon formosus |
|  |                  |

|  | Talos sampsoni               |
|  |                              |
|  | Saurornithoides mongoliensis |
|  |                              |

|  | Zanabazar junior |
|  |                  |
|  | Troodon formosus |
|  |                  |

|  | Talos sampsoni               |
|  |                              |
|  | Saurornithoides mongoliensis |
|  |                              |

|  | Zanabazar junior |
|  |                  |
|  | Troodon formosus |
|  |                  |

|  | Sinovenator changii |
|  |                     |
|  | Mei long            |
|  |                     |

|  | Talos sampsoni               |
|  |                              |
|  | Saurornithoides mongoliensis |
|  |                              |

|  | Zanabazar junior |
|  |                  |
|  | Troodon formosus |
|  |                  |

|  | Talos sampsoni               |
|  |                              |
|  | Saurornithoides mongoliensis |
|  |                              |

|  | Zanabazar junior |
|  |                  |
|  | Troodon formosus |
|  |                  |

|  | Talos sampsoni               |
|  |                              |
|  | Saurornithoides mongoliensis |
|  |                              |

|  | Zanabazar junior |
|  |                  |
|  | Troodon formosus |
|  |                  |

|  | Talos sampsoni               |
|  |                              |
|  | Saurornithoides mongoliensis |
|  |                              |

|  | Zanabazar junior |
|  |                  |
|  | Troodon formosus |
|  |                  |

|  | Talos sampsoni               |
|  |                              |
|  | Saurornithoides mongoliensis |
|  |                              |

|  | Zanabazar junior |
|  |                  |
|  | Troodon formosus |
|  |                  |

|  | Talos sampsoni               |
|  |                              |
|  | Saurornithoides mongoliensis |
|  |                              |

|  | Zanabazar junior |
|  |                  |
|  | Troodon formosus |
|  |                  |

|  | Talos sampsoni               |
|  |                              |
|  | Saurornithoides mongoliensis |
|  |                              |

|  | Zanabazar junior |
|  |                  |
|  | Troodon formosus |
|  |                  |

|  | Talos sampsoni               |
|  |                              |
|  | Saurornithoides mongoliensis |
|  |                              |

|  | Zanabazar junior |
|  |                  |
|  | Troodon formosus |
|  |                  |

|  | Talos sampsoni               |
|  |                              |
|  | Saurornithoides mongoliensis |
|  |                              |

|  | Zanabazar junior |
|  |                  |
|  | Troodon formosus |
|  |                  |

|  | Talos sampsoni               |
|  |                              |
|  | Saurornithoides mongoliensis |
|  |                              |

|  | Zanabazar junior |
|  |                  |
|  | Troodon formosus |
|  |                  |

|  | Talos sampsoni               |
|  |                              |
|  | Saurornithoides mongoliensis |
|  |                              |

|  | Zanabazar junior |
|  |                  |
|  | Troodon formosus |
|  |                  |

|  | Talos sampsoni               |
|  |                              |
|  | Saurornithoides mongoliensis |
|  |                              |

|  | Zanabazar junior |
|  |                  |
|  | Troodon formosus |
|  |                  |

|  | Talos sampsoni               |
|  |                              |
|  | Saurornithoides mongoliensis |
|  |                              |

|  | Zanabazar junior |
|  |                  |
|  | Troodon formosus |
|  |                  |

|  | Talos sampsoni               |
|  |                              |
|  | Saurornithoides mongoliensis |
|  |                              |

|  | Zanabazar junior |
|  |                  |
|  | Troodon formosus |
|  |                  |

|  | Talos sampsoni               |
|  |                              |
|  | Saurornithoides mongoliensis |
|  |                              |

|  | Zanabazar junior |
|  |                  |
|  | Troodon formosus |
|  |                  |

|  | Talos sampsoni               |
|  |                              |
|  | Saurornithoides mongoliensis |
|  |                              |

|  | Zanabazar junior |
|  |                  |
|  | Troodon formosus |
|  |                  |

|  | Talos sampsoni               |
|  |                              |
|  | Saurornithoides mongoliensis |
|  |                              |

|  | Zanabazar junior |
|  |                  |
|  | Troodon formosus |
|  |                  |

|  | Talos sampsoni               |
|  |                              |
|  | Saurornithoides mongoliensis |
|  |                              |

|  | Zanabazar junior |
|  |                  |
|  | Troodon formosus |
|  |                  |

|  | Talos sampsoni               |
|  |                              |
|  | Saurornithoides mongoliensis |
|  |                              |

|  | Zanabazar junior |
|  |                  |
|  | Troodon formosus |
|  |                  |

|  | Talos sampsoni               |
|  |                              |
|  | Saurornithoides mongoliensis |
|  |                              |

|  | Zanabazar junior |
|  |                  |
|  | Troodon formosus |
|  |                  |

|  | Talos sampsoni               |
|  |                              |
|  | Saurornithoides mongoliensis |
|  |                              |

|  | Zanabazar junior |
|  |                  |
|  | Troodon formosus |
|  |                  |

|  | Talos sampsoni               |
|  |                              |
|  | Saurornithoides mongoliensis |
|  |                              |

|  | Zanabazar junior |
|  |                  |
|  | Troodon formosus |
|  |                  |

|  | Talos sampsoni               |
|  |                              |
|  | Saurornithoides mongoliensis |
|  |                              |

|  | Zanabazar junior |
|  |                  |
|  | Troodon formosus |
|  |                  |

|  | Talos sampsoni               |
|  |                              |
|  | Saurornithoides mongoliensis |
|  |                              |

|  | Zanabazar junior |
|  |                  |
|  | Troodon formosus |
|  |                  |

|  | Talos sampsoni               |
|  |                              |
|  | Saurornithoides mongoliensis |
|  |                              |

|  | Zanabazar junior |
|  |                  |
|  | Troodon formosus |
|  |                  |

|  | Talos sampsoni               |
|  |                              |
|  | Saurornithoides mongoliensis |
|  |                              |

|  | Zanabazar junior |
|  |                  |
|  | Troodon formosus |
|  |                  |

|  | Talos sampsoni               |
|  |                              |
|  | Saurornithoides mongoliensis |
|  |                              |

|  | Zanabazar junior |
|  |                  |
|  | Troodon formosus |
|  |                  |

|  | Talos sampsoni               |
|  |                              |
|  | Saurornithoides mongoliensis |
|  |                              |

|  | Zanabazar junior |
|  |                  |
|  | Troodon formosus |
|  |                  |

|  | Talos sampsoni               |
|  |                              |
|  | Saurornithoides mongoliensis |
|  |                              |

|  | Zanabazar junior |
|  |                  |
|  | Troodon formosus |
|  |                  |

|  | Talos sampsoni               |
|  |                              |
|  | Saurornithoides mongoliensis |
|  |                              |

|  | Zanabazar junior |
|  |                  |
|  | Troodon formosus |
|  |                  |

|  | Talos sampsoni               |
|  |                              |
|  | Saurornithoides mongoliensis |
|  |                              |

|  | Zanabazar junior |
|  |                  |
|  | Troodon formosus |
|  |                  |

|  | Talos sampsoni               |
|  |                              |
|  | Saurornithoides mongoliensis |
|  |                              |

|  | Zanabazar junior |
|  |                  |
|  | Troodon formosus |
|  |                  |

|  | Talos sampsoni               |
|  |                              |
|  | Saurornithoides mongoliensis |
|  |                              |

|  | Zanabazar junior |
|  |                  |
|  | Troodon formosus |
|  |                  |

|  | Talos sampsoni               |
|  |                              |
|  | Saurornithoides mongoliensis |
|  |                              |

|  | Zanabazar junior |
|  |                  |
|  | Troodon formosus |
|  |                  |

|  | Talos sampsoni               |
|  |                              |
|  | Saurornithoides mongoliensis |
|  |                              |

|  | Zanabazar junior |
|  |                  |
|  | Troodon formosus |
|  |                  |

|  | Talos sampsoni               |
|  |                              |
|  | Saurornithoides mongoliensis |
|  |                              |

|  | Zanabazar junior |
|  |                  |
|  | Troodon formosus |
|  |                  |

|  | Talos sampsoni               |
|  |                              |
|  | Saurornithoides mongoliensis |
|  |                              |

|  | Zanabazar junior |
|  |                  |
|  | Troodon formosus |
|  |                  |

|  | Talos sampsoni               |
|  |                              |
|  | Saurornithoides mongoliensis |
|  |                              |

|  | Zanabazar junior |
|  |                  |
|  | Troodon formosus |
|  |                  |

|  | Talos sampsoni               |
|  |                              |
|  | Saurornithoides mongoliensis |
|  |                              |

|  | Zanabazar junior |
|  |                  |
|  | Troodon formosus |
|  |                  |

|  | Talos sampsoni               |
|  |                              |
|  | Saurornithoides mongoliensis |
|  |                              |

|  | Zanabazar junior |
|  |                  |
|  | Troodon formosus |
|  |                  |

|  | Talos sampsoni               |
|  |                              |
|  | Saurornithoides mongoliensis |
|  |                              |

|  | Zanabazar junior |
|  |                  |
|  | Troodon formosus |
|  |                  |

|  | Talos sampsoni               |
|  |                              |
|  | Saurornithoides mongoliensis |
|  |                              |

|  | Zanabazar junior |
|  |                  |
|  | Troodon formosus |
|  |                  |

|  | Talos sampsoni               |
|  |                              |
|  | Saurornithoides mongoliensis |
|  |                              |

|  | Zanabazar junior |
|  |                  |
|  | Troodon formosus |
|  |                  |

|  | Talos sampsoni               |
|  |                              |
|  | Saurornithoides mongoliensis |
|  |                              |

|  | Zanabazar junior |
|  |                  |
|  | Troodon formosus |
|  |                  |

|  | Talos sampsoni               |
|  |                              |
|  | Saurornithoides mongoliensis |
|  |                              |

|  | Zanabazar junior |
|  |                  |
|  | Troodon formosus |
|  |                  |

|  | Talos sampsoni               |
|  |                              |
|  | Saurornithoides mongoliensis |
|  |                              |

|  | Zanabazar junior |
|  |                  |
|  | Troodon formosus |
|  |                  |

|  | Talos sampsoni               |
|  |                              |
|  | Saurornithoides mongoliensis |
|  |                              |

|  | Zanabazar junior |
|  |                  |
|  | Troodon formosus |
|  |                  |

|  | Talos sampsoni               |
|  |                              |
|  | Saurornithoides mongoliensis |
|  |                              |

|  | Zanabazar junior |
|  |                  |
|  | Troodon formosus |
|  |                  |

|  | Talos sampsoni               |
|  |                              |
|  | Saurornithoides mongoliensis |
|  |                              |

|  | Zanabazar junior |
|  |                  |
|  | Troodon formosus |
|  |                  |

|  | Talos sampsoni               |
|  |                              |
|  | Saurornithoides mongoliensis |
|  |                              |

|  | Zanabazar junior |
|  |                  |
|  | Troodon formosus |
|  |                  |

|  | Talos sampsoni               |
|  |                              |
|  | Saurornithoides mongoliensis |
|  |                              |

|  | Zanabazar junior |
|  |                  |
|  | Troodon formosus |
|  |                  |

|  | Talos sampsoni               |
|  |                              |
|  | Saurornithoides mongoliensis |
|  |                              |

|  | Zanabazar junior |
|  |                  |
|  | Troodon formosus |
|  |                  |

|  | Talos sampsoni               |
|  |                              |
|  | Saurornithoides mongoliensis |
|  |                              |

|  | Zanabazar junior |
|  |                  |
|  | Troodon formosus |
|  |                  |

|  | Talos sampsoni               |
|  |                              |
|  | Saurornithoides mongoliensis |
|  |                              |

|  | Zanabazar junior |
|  |                  |
|  | Troodon formosus |
|  |                  |

|  | Talos sampsoni               |
|  |                              |
|  | Saurornithoides mongoliensis |
|  |                              |

|  | Zanabazar junior |
|  |                  |
|  | Troodon formosus |
|  |                  |

|  | Talos sampsoni               |
|  |                              |
|  | Saurornithoides mongoliensis |
|  |                              |

|  | Zanabazar junior |
|  |                  |
|  | Troodon formosus |
|  |                  |

|  | Talos sampsoni               |
|  |                              |
|  | Saurornithoides mongoliensis |
|  |                              |

|  | Zanabazar junior |
|  |                  |
|  | Troodon formosus |
|  |                  |

|  | Talos sampsoni               |
|  |                              |
|  | Saurornithoides mongoliensis |
|  |                              |

|  | Zanabazar junior |
|  |                  |
|  | Troodon formosus |
|  |                  |

|  | Talos sampsoni               |
|  |                              |
|  | Saurornithoides mongoliensis |
|  |                              |

|  | Zanabazar junior |
|  |                  |
|  | Troodon formosus |
|  |                  |

|  | Talos sampsoni               |
|  |                              |
|  | Saurornithoides mongoliensis |
|  |                              |

|  | Zanabazar junior |
|  |                  |
|  | Troodon formosus |
|  |                  |

|  | Talos sampsoni               |
|  |                              |
|  | Saurornithoides mongoliensis |
|  |                              |

|  | Zanabazar junior |
|  |                  |
|  | Troodon formosus |
|  |                  |

|  | Talos sampsoni               |
|  |                              |
|  | Saurornithoides mongoliensis |
|  |                              |

|  | Zanabazar junior |
|  |                  |
|  | Troodon formosus |
|  |                  |

|  | Talos sampsoni               |
|  |                              |
|  | Saurornithoides mongoliensis |
|  |                              |

|  | Zanabazar junior |
|  |                  |
|  | Troodon formosus |
|  |                  |

|  | Talos sampsoni               |
|  |                              |
|  | Saurornithoides mongoliensis |
|  |                              |

|  | Zanabazar junior |
|  |                  |
|  | Troodon formosus |
|  |                  |

|  | Sinovenator changii |
|  |                     |
|  | Mei long            |
|  |                     |

|  | Talos sampsoni               |
|  |                              |
|  | Saurornithoides mongoliensis |
|  |                              |

|  | Zanabazar junior |
|  |                  |
|  | Troodon formosus |
|  |                  |

|  | Talos sampsoni               |
|  |                              |
|  | Saurornithoides mongoliensis |
|  |                              |

|  | Zanabazar junior |
|  |                  |
|  | Troodon formosus |
|  |                  |

|  | Talos sampsoni               |
|  |                              |
|  | Saurornithoides mongoliensis |
|  |                              |

|  | Zanabazar junior |
|  |                  |
|  | Troodon formosus |
|  |                  |

|  | Talos sampsoni               |
|  |                              |
|  | Saurornithoides mongoliensis |
|  |                              |

|  | Zanabazar junior |
|  |                  |
|  | Troodon formosus |
|  |                  |

|  | Talos sampsoni               |
|  |                              |
|  | Saurornithoides mongoliensis |
|  |                              |

|  | Zanabazar junior |
|  |                  |
|  | Troodon formosus |
|  |                  |

|  | Talos sampsoni               |
|  |                              |
|  | Saurornithoides mongoliensis |
|  |                              |

|  | Zanabazar junior |
|  |                  |
|  | Troodon formosus |
|  |                  |

|  | Talos sampsoni               |
|  |                              |
|  | Saurornithoides mongoliensis |
|  |                              |

|  | Zanabazar junior |
|  |                  |
|  | Troodon formosus |
|  |                  |

|  | Talos sampsoni               |
|  |                              |
|  | Saurornithoides mongoliensis |
|  |                              |

|  | Zanabazar junior |
|  |                  |
|  | Troodon formosus |
|  |                  |

|  | Talos sampsoni               |
|  |                              |
|  | Saurornithoides mongoliensis |
|  |                              |

|  | Zanabazar junior |
|  |                  |
|  | Troodon formosus |
|  |                  |

|  | Talos sampsoni               |
|  |                              |
|  | Saurornithoides mongoliensis |
|  |                              |

|  | Zanabazar junior |
|  |                  |
|  | Troodon formosus |
|  |                  |

|  | Talos sampsoni               |
|  |                              |
|  | Saurornithoides mongoliensis |
|  |                              |

|  | Zanabazar junior |
|  |                  |
|  | Troodon formosus |
|  |                  |

|  | Talos sampsoni               |
|  |                              |
|  | Saurornithoides mongoliensis |
|  |                              |

|  | Zanabazar junior |
|  |                  |
|  | Troodon formosus |
|  |                  |

|  | Talos sampsoni               |
|  |                              |
|  | Saurornithoides mongoliensis |
|  |                              |

|  | Zanabazar junior |
|  |                  |
|  | Troodon formosus |
|  |                  |

|  | Talos sampsoni               |
|  |                              |
|  | Saurornithoides mongoliensis |
|  |                              |

|  | Zanabazar junior |
|  |                  |
|  | Troodon formosus |
|  |                  |

|  | Talos sampsoni               |
|  |                              |
|  | Saurornithoides mongoliensis |
|  |                              |

|  | Zanabazar junior |
|  |                  |
|  | Troodon formosus |
|  |                  |

|  | Talos sampsoni               |
|  |                              |
|  | Saurornithoides mongoliensis |
|  |                              |

|  | Zanabazar junior |
|  |                  |
|  | Troodon formosus |
|  |                  |

|  | Talos sampsoni               |
|  |                              |
|  | Saurornithoides mongoliensis |
|  |                              |

|  | Zanabazar junior |
|  |                  |
|  | Troodon formosus |
|  |                  |

|  | Talos sampsoni               |
|  |                              |
|  | Saurornithoides mongoliensis |
|  |                              |

|  | Zanabazar junior |
|  |                  |
|  | Troodon formosus |
|  |                  |

|  | Talos sampsoni               |
|  |                              |
|  | Saurornithoides mongoliensis |
|  |                              |

|  | Zanabazar junior |
|  |                  |
|  | Troodon formosus |
|  |                  |

|  | Talos sampsoni               |
|  |                              |
|  | Saurornithoides mongoliensis |
|  |                              |

|  | Zanabazar junior |
|  |                  |
|  | Troodon formosus |
|  |                  |

|  | Talos sampsoni               |
|  |                              |
|  | Saurornithoides mongoliensis |
|  |                              |

|  | Zanabazar junior |
|  |                  |
|  | Troodon formosus |
|  |                  |

|  | Talos sampsoni               |
|  |                              |
|  | Saurornithoides mongoliensis |
|  |                              |

|  | Zanabazar junior |
|  |                  |
|  | Troodon formosus |
|  |                  |

|  | Talos sampsoni               |
|  |                              |
|  | Saurornithoides mongoliensis |
|  |                              |

|  | Zanabazar junior |
|  |                  |
|  | Troodon formosus |
|  |                  |

|  | Talos sampsoni               |
|  |                              |
|  | Saurornithoides mongoliensis |
|  |                              |

|  | Zanabazar junior |
|  |                  |
|  | Troodon formosus |
|  |                  |

|  | Talos sampsoni               |
|  |                              |
|  | Saurornithoides mongoliensis |
|  |                              |

|  | Zanabazar junior |
|  |                  |
|  | Troodon formosus |
|  |                  |

|  | Talos sampsoni               |
|  |                              |
|  | Saurornithoides mongoliensis |
|  |                              |

|  | Zanabazar junior |
|  |                  |
|  | Troodon formosus |
|  |                  |

|  | Talos sampsoni               |
|  |                              |
|  | Saurornithoides mongoliensis |
|  |                              |

|  | Zanabazar junior |
|  |                  |
|  | Troodon formosus |
|  |                  |

|  | Talos sampsoni               |
|  |                              |
|  | Saurornithoides mongoliensis |
|  |                              |

|  | Zanabazar junior |
|  |                  |
|  | Troodon formosus |
|  |                  |

|  | Talos sampsoni               |
|  |                              |
|  | Saurornithoides mongoliensis |
|  |                              |

|  | Zanabazar junior |
|  |                  |
|  | Troodon formosus |
|  |                  |

|  | Talos sampsoni               |
|  |                              |
|  | Saurornithoides mongoliensis |
|  |                              |

|  | Zanabazar junior |
|  |                  |
|  | Troodon formosus |
|  |                  |

|  | Talos sampsoni               |
|  |                              |
|  | Saurornithoides mongoliensis |
|  |                              |

|  | Zanabazar junior |
|  |                  |
|  | Troodon formosus |
|  |                  |

|  | Talos sampsoni               |
|  |                              |
|  | Saurornithoides mongoliensis |
|  |                              |

|  | Zanabazar junior |
|  |                  |
|  | Troodon formosus |
|  |                  |

|  | Talos sampsoni               |
|  |                              |
|  | Saurornithoides mongoliensis |
|  |                              |

|  | Zanabazar junior |
|  |                  |
|  | Troodon formosus |
|  |                  |

|  | Talos sampsoni               |
|  |                              |
|  | Saurornithoides mongoliensis |
|  |                              |

|  | Zanabazar junior |
|  |                  |
|  | Troodon formosus |
|  |                  |

|  | Talos sampsoni               |
|  |                              |
|  | Saurornithoides mongoliensis |
|  |                              |

|  | Zanabazar junior |
|  |                  |
|  | Troodon formosus |
|  |                  |

|  | Talos sampsoni               |
|  |                              |
|  | Saurornithoides mongoliensis |
|  |                              |

|  | Zanabazar junior |
|  |                  |
|  | Troodon formosus |
|  |                  |

|  | Talos sampsoni               |
|  |                              |
|  | Saurornithoides mongoliensis |
|  |                              |

|  | Zanabazar junior |
|  |                  |
|  | Troodon formosus |
|  |                  |

|  | Talos sampsoni               |
|  |                              |
|  | Saurornithoides mongoliensis |
|  |                              |

|  | Zanabazar junior |
|  |                  |
|  | Troodon formosus |
|  |                  |

|  | Talos sampsoni               |
|  |                              |
|  | Saurornithoides mongoliensis |
|  |                              |

|  | Zanabazar junior |
|  |                  |
|  | Troodon formosus |
|  |                  |

|  | Talos sampsoni               |
|  |                              |
|  | Saurornithoides mongoliensis |
|  |                              |

|  | Zanabazar junior |
|  |                  |
|  | Troodon formosus |
|  |                  |

|  | Talos sampsoni               |
|  |                              |
|  | Saurornithoides mongoliensis |
|  |                              |

|  | Zanabazar junior |
|  |                  |
|  | Troodon formosus |
|  |                  |

|  | Talos sampsoni               |
|  |                              |
|  | Saurornithoides mongoliensis |
|  |                              |

|  | Zanabazar junior |
|  |                  |
|  | Troodon formosus |
|  |                  |

|  | Talos sampsoni               |
|  |                              |
|  | Saurornithoides mongoliensis |
|  |                              |

|  | Zanabazar junior |
|  |                  |
|  | Troodon formosus |
|  |                  |

|  | Talos sampsoni               |
|  |                              |
|  | Saurornithoides mongoliensis |
|  |                              |

|  | Zanabazar junior |
|  |                  |
|  | Troodon formosus |
|  |                  |

|  | Talos sampsoni               |
|  |                              |
|  | Saurornithoides mongoliensis |
|  |                              |

|  | Zanabazar junior |
|  |                  |
|  | Troodon formosus |
|  |                  |

|  | Talos sampsoni               |
|  |                              |
|  | Saurornithoides mongoliensis |
|  |                              |

|  | Zanabazar junior |
|  |                  |
|  | Troodon formosus |
|  |                  |

|  | Talos sampsoni               |
|  |                              |
|  | Saurornithoides mongoliensis |
|  |                              |

|  | Zanabazar junior |
|  |                  |
|  | Troodon formosus |
|  |                  |

|  | Talos sampsoni               |
|  |                              |
|  | Saurornithoides mongoliensis |
|  |                              |

|  | Zanabazar junior |
|  |                  |
|  | Troodon formosus |
|  |                  |

|  | Talos sampsoni               |
|  |                              |
|  | Saurornithoides mongoliensis |
|  |                              |

|  | Zanabazar junior |
|  |                  |
|  | Troodon formosus |
|  |                  |

|  | Talos sampsoni               |
|  |                              |
|  | Saurornithoides mongoliensis |
|  |                              |

|  | Zanabazar junior |
|  |                  |
|  | Troodon formosus |
|  |                  |

|  | Talos sampsoni               |
|  |                              |
|  | Saurornithoides mongoliensis |
|  |                              |

|  | Zanabazar junior |
|  |                  |
|  | Troodon formosus |
|  |                  |

|  | Talos sampsoni               |
|  |                              |
|  | Saurornithoides mongoliensis |
|  |                              |

|  | Zanabazar junior |
|  |                  |
|  | Troodon formosus |
|  |                  |

|  | Talos sampsoni               |
|  |                              |
|  | Saurornithoides mongoliensis |
|  |                              |

|  | Zanabazar junior |
|  |                  |
|  | Troodon formosus |
|  |                  |

|  | Talos sampsoni               |
|  |                              |
|  | Saurornithoides mongoliensis |
|  |                              |

|  | Zanabazar junior |
|  |                  |
|  | Troodon formosus |
|  |                  |

|  | Talos sampsoni               |
|  |                              |
|  | Saurornithoides mongoliensis |
|  |                              |

|  | Zanabazar junior |
|  |                  |
|  | Troodon formosus |
|  |                  |

|  | Talos sampsoni               |
|  |                              |
|  | Saurornithoides mongoliensis |
|  |                              |

|  | Zanabazar junior |
|  |                  |
|  | Troodon formosus |
|  |                  |

|  | Talos sampsoni               |
|  |                              |
|  | Saurornithoides mongoliensis |
|  |                              |

|  | Zanabazar junior |
|  |                  |
|  | Troodon formosus |
|  |                  |

|  | Talos sampsoni               |
|  |                              |
|  | Saurornithoides mongoliensis |
|  |                              |

|  | Zanabazar junior |
|  |                  |
|  | Troodon formosus |
|  |                  |

|  | Talos sampsoni               |
|  |                              |
|  | Saurornithoides mongoliensis |
|  |                              |

|  | Zanabazar junior |
|  |                  |
|  | Troodon formosus |
|  |                  |

|  | Talos sampsoni               |
|  |                              |
|  | Saurornithoides mongoliensis |
|  |                              |

|  | Zanabazar junior |
|  |                  |
|  | Troodon formosus |
|  |                  |

|  | Talos sampsoni               |
|  |                              |
|  | Saurornithoides mongoliensis |
|  |                              |

|  | Zanabazar junior |
|  |                  |
|  | Troodon formosus |
|  |                  |

|  | Talos sampsoni               |
|  |                              |
|  | Saurornithoides mongoliensis |
|  |                              |

|  | Zanabazar junior |
|  |                  |
|  | Troodon formosus |
|  |                  |

|  | Talos sampsoni               |
|  |                              |
|  | Saurornithoides mongoliensis |
|  |                              |

|  | Zanabazar junior |
|  |                  |
|  | Troodon formosus |
|  |                  |

|  | Talos sampsoni               |
|  |                              |
|  | Saurornithoides mongoliensis |
|  |                              |

|  | Zanabazar junior |
|  |                  |
|  | Troodon formosus |
|  |                  |

## Paleobiología
Se cree que Troodon fue un depredador, una opinión apoyada por su garra falciforme en el pie y su buena visión binocular. Sus dientes, sin embargo, son diferentes de la mayoría de otros terópodos. Un estudio comparativo del aparato de alimentación sugiere que Troodon podría haber sido onmnívoro. Las mandíbulas tenían cierta similitud con la iguana, una especie de lagarto adaptado a un estilo de vida herbívoro. Además, los dientes de Troodon llevaban grandes estrías; hay hoyos en las intersecciones de los dentículos y los puntos de los dentículos apuntan hacia la punta o ápice de cada diente. Los dientes muestran facetas de desgaste en sus lados. Holtz (1998) también observó que las características utilizadas para apoyar un hábito depredador de Troodon (las manos de agarre, gran cerebro y la visión estereoscópica), son todas características compartidas con los omnívoros actuales, como los primates y el mapache.
Han sido recogidos de los depósitos del norte de Alaska en el Cretácico Tardío unos dientes mucho mayores que los recogidos en lugares más meridionales, proporcionando pruebas de que las poblaciones del norte de Alaska crecieron en tamaño; el estudio sugiere que Troodon en Alaska pudo haber tenido acceso a grandes animales como presa, ya que no había grandes tiranosáuridos en su hábitat para proporcionar competencia. Este estudio también proporciona un análisis de las proporciones y patrones de desgaste de una amplia muestra de dientes de Troodon. Se propone que los patrones de desgaste de todos los dientes de Troodon sugieren una dieta de alimentos blandos (no servían para la masticación de hueso, de exoesqueletos o de plantas duras). Este estudio plantea la hipótesis de una dieta que consistía principalmente en carne.
La determinación de la edad estudios realizados sobre los restos fosilizados de Troodon utilizando los recuentos de los anillos de crecimiento sugieren que este dinosaurio alcanzaba su tamaño adulto, probablemente en 3-5 años.

### Paleopatología
Un hueso parietal catalogado como TMP 79.8.1 referido a Troodon formosus lleva una "abertura patológica"". En 1985 Phil Currie presumió que esta abertura era causada por un quiste, pero en 1999 Tanke y Rothschild lo interpretaron como una posible mordedura de la herida. En una muestra, una cría pudo haber sufrido un defecto congénito en la parte frontal de su mandíbula, la cual estaba torcida. En un estudio de 2001 realizado por Bruce Rothschild y otros paleontólogos, huesos del pie 21 referidos a Troodon fueron examinados para buscar signos de fractura de estrés, pero no se encontró ninguna.

### Reproducción
Varricchio et al. han descrito ocho nidos de Troodon. Todos estos nidos provienen de la Formación Dos Medicinas de Montana y se encuentran alojados en el Museo de las Rocosas, catalogados bajo los números MOR 246, 299, 393, 675, 676, 750, 963, 1139.  El primero de ellos fue descubierto por John Horner en 1983. Horner encontró varios huesos sueltos y esqueletos parciales del tescelosáurido Orodromeus muy cerca de los nidos y asignó éstos a Orodromeus. Horner y Weishampel reexaminaron los embriones preservados y determinaron que pertenecían a Troodon, no a Orodromeus.
Varricchio et al. hicieron una determinación más precisa al describir un esqueleto parcial de Troodon (MOR 748) en contacto con al menos un grupo de cinco huevos (MOR 750), probablemente en una posición de incubación.
Varricchio et al. describen la exacta distribución de los nidos de Troodon. Fueron construidos de sedimentos, tenían forma de plato formado, 100 centímetros de diámetro interno, y con un pronunciado borde levantado alrededor de los huevos. Los nidos completos tenían entre 16 (el número mínimo en MOR 246) y 24 (MOR 963) huevos. Los huevos tenían forma de lágrimas alargadas, con los extremos afilados apuntando hacia abajo y enterrados alrededor de la mitad de su eje mayor en el sedimento. Los huevos se colocaban en ángulo de modo que, en promedio, la mitad superior estaba apuntaba al centro del nido. No hay evidencia de que la material vegetal estuviera presente en el nido.
Varricchio et al. pudieron extraer bastante evidencia de los nidos para deducir varias características de la biología reproductiva de Troodon. Los resultados dicen que Troodon parece tener un tipo de reproducción intermedia entre los cocodrilos y los pájaros, como predijera la filogenia. Los huevos se agrupan en pares, lo que sugiere que el animal tenía dos oviductos funcionales, como los cocodrilos, y no uno como en los pájaros. Los cocodrilos ponen muchos huevos proporcionalmente pequeños comparados al tamaño del cuerpo adulto. Los pájaros ponen menos huevos pero más grandes. Troodon era intermedio, poniendo un huevo de alrededor de 0,5 kilogramo para un peso adulto de 50 kilogramos. Este es 10 veces más grande que los huevos de los reptiles de la misma masa, pero menos de la mitad de lo esperado para un ave de ese tamaño, unos 1,1 kilogramos.
Varricchio et al. también encontraron evidencias de la colocación iterativa, donde el adulto pudo poner un par de huevos todos o cada dos días, retrasando el empollamiento hasta que todos los huevos fueran puestos. El MOR 363 fue encontrado con 22 huevos vacíos, y los embriones encontrados en los huevos de MOR 246 estaban en estados de desarrollo muy similares, implicando que todos los jóvenes se desarrollaron simultáneamente. Los embriones tenían un grado avanzado de desarrollo esquelético, implicando que eran precocial o aun superprecocial. Los autores estimaban de 45 a 65 días totales de atención adulta del nido para puesta, empollando, y nacimiento. Los autores no encontraron ninguna evidencia de que los jóvenes permanecieran en el nido después de eclosionar y sugirieron que, en vez de esto, se dispersaban como los cocodrilos o las aves de la familia Megapodiidae.
Varricchio et al. examinaron la histología de los huesos del espécimen MOR 748 de Troodon y encontraron que carecía de los patrones de la resorción del hueso que indicarían que era una hembra en postura. También midieron el cociente del volumen total de huevos de Troodon con su masa corporal adulta. Utilizando correlaciones gráficas entre este cociente y el tipo de estrategias parental usadas por los pájaros actuales y los cocodrilos, encontraron que el cociente de Troodon era constante con los pájaros, donde solamente empolla el varón adulto. De esto concluyeron que las hembras Troodon no empollaron probablemente los huevos y esto puede ser un carácter compartido entre los dinosaurios maniraptores y los pájaros básicos.

## En la cultura popular

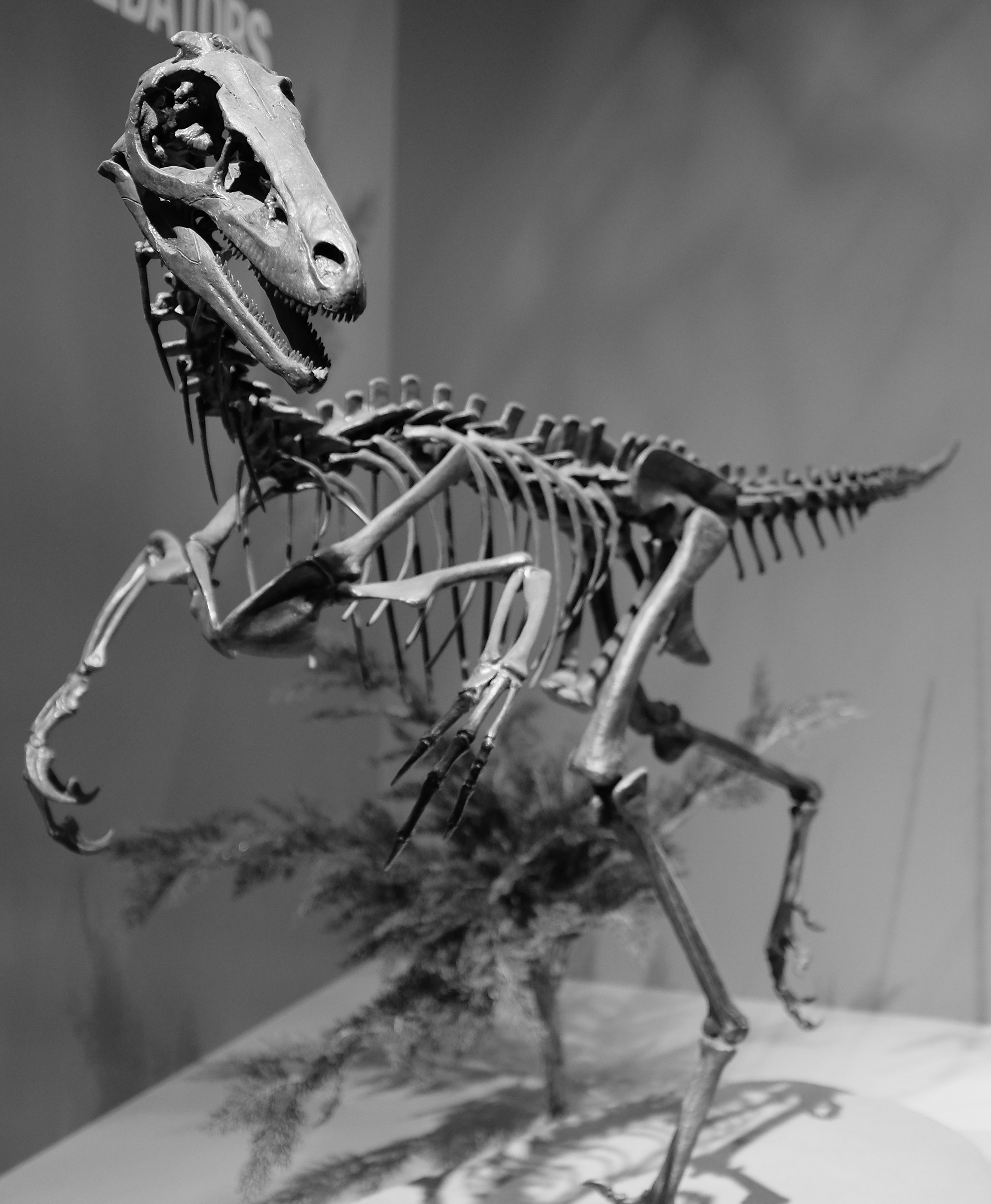
Troodon en el Museo Perot de Naturaleza y Ciencia.

Troodon aparece en el programa de televisión Prehistoric Park de ITV en 2006, donde fue retratado como un carroñero altamente inteligente. También aparece en dos episodios de Dinosaur Planet. En uno, una manada de Troodon enanos se hacen "amigos" de un  Pyroraptor y en el otro un grupo de Troodon ataca a una multitud de Orodromeus. Troodon también apareció en un episodio de Animal Armageddon el foco de un episodio de Paleoworld, llamado "Troodon: Dinosaurio Genio". En el también aparece en dinosauroide. En las series Dinosaur Planet y Dinosaur Revolution aparecen Troodon emplumados. En el documental La marcha de los dinosaurios los troodontes aparecen como raptores cazadores. 
En ficción, Troodon aparece mucho en la novela de ciencia ficción de 1994 End of an Era por Robert J. Sawyer, en la cual es el medio de transporte preferido del de los inteligentes invasores Marciano. También, hay una especie sauria muy inteligente parecida al Troodon, y que se llaman saurios, aparece en la serie de libros de Ken MacLeod "Engines of Light".
En la novela de Star Trek First Frontier de Diane Carey y James Kirkland, varios miembros de la tripulación de Enterprise viajan atrás en el tiempo donde los Troodon tienen un lenguaje rudimentario y son cazadores bien coordinados. También encuentran unos Troodon desarrollados, llamados Clan Ru, en el futuro, y que fueron trasplantados antes de la extinción por los Preservadores y eran seres sensibles capaces de realizar viajes warp. Sin embargo, en Voyager, se descubre que son descendientes de los hadrosaurios. De hecho, aparte de la novela, los Troodon no son mencionados.
En el show para la televisión Dinosaur Train, los ferrocarriles del mesozoico son manejados por un Troodon. Al ser una serie de ficción educativa, se explica que los Troodon son rápidos y tienen gran capacidad de memoria. El Revisor, el Troodon que más aparece, es muy amable; pero se avergüenza si aparece su madre.
En la serie En busca del valle encantado dos sabios y filosóficos Troodon aparecen como dinosaurios misteriosos, posiblemente del espacio que son llamados Cara Arco iris.

### El dinosauroide
En 1982, los científicos Dale Russell y R. Séguin publicaron un artículo en el que detallaban la reconstrucción completa de un Stenonychosaurus, un género ahora incluido en Troodon, basada en un esqueleto incompleto descubierto en Alberta en 1967.
Conjuntamente con el estudio de Troodon, los investigadores se dieron a la tarea de imaginar una posible evolución del animal, de no haberse extinguido. La idea partía de que Troodon poseía un cerebro muy grande en comparación con su tamaño corporal, lo que le habría permitido evolucionar, hipotéticamente, a una especie de dinosaurio antropomórfico, un reptiloide. A este posible descendiente le llamaron "dinosauroide".
Dale Russell, conservador en el Museo Canadiense de la Naturaleza, en Ottawa, conjeturó una trayectoria evolutiva posible que pudo haber tomado Troodon de no haber perecido en la extinción masiva del Cretácico-Terciario hace 65 millones de años, sugiriendo que habría evolucionado siguiendo un plan similar al de los humanos. Durante un gran tiempo geológico, Russell observó que había habido un aumento constante en cociente de encefalización o EQ, el peso relativo del cerebro cuando está comparado con otra especie con el mismo peso corporal entre los dinosaurios. Russell había descubierto el primer cráneo de trodóntido, y observó que mientras su EQ era bajo comparado a los seres humanos, era seis veces más alto que el de otros dinosaurios. Si la tendencia en Troodon hubiera continuado hasta el presente, su caja cerebral podría medir 1100 centímetros cúbicos, un tamaño comparable al de un ser humano. Los trodóntidos tenían dedos semi manipuladores, capaz de agarrar y transportar objetos hasta cierto punto, y visión binocular.
Russell propuso que este dinosauroide, como la mayoría de los dinosaurios de la familia de los trodóntidos, habría tenido ojos grandes y tres dedos en cada mano, uno cuyo habría estado parcialmente opuesto. Como con la mayoría de los reptiles modernos (y pájaros), concibió que sus órganos genitales serían internos. Russell especuló que habría requerido un ombligo, como una placenta ayuda al desarrollo de una caja grande del cerebro. Sin embargo, no habría poseído glándulas mamarias, y habría alimentado a sus jóvenes como lo hacen las aves, regurgitado el alimento. Especuló que su lenguaje habría sonado algo parecido a las cantos de los pájaros.
El experimento de pensamiento de Russell ha levantado críticas de otros paleontólogos desde los años 80, muchos de quién precisan que el dinosauroide de Russell está demasiado antropomorfizado. Gregory S. Paul (1988) y Thomas R. Holtz Jr., lo consideran "sospechosamente humano" (Paul, 1988) y sostienen que un trodóntido de cerebro grande, altamente inteligente conservaría un plan más estándar del cuerpo de un terópodo, con una postura horizontal y una cola larga, y manipularía probablemente objetos con el hocico y los pies de manera similar a un ave, más que con las manos como un ser humano.